# Comuna Adampil, Stara Sîneava
Adampil (în ucraineană Адампіль) este o comună în raionul Stara Sîneava, regiunea Hmelnîțkîi, Ucraina, formată din satele Adampil (reședința), Lîpkî și Perekora.

## Demografie
Componența lingvistică a comunei Adampil
     Ucraineană (98,92%)
     Alte limbi (0,81%)
Conform recensământului din 2001, majoritatea populației comunei Adampil era vorbitoare de ucraineană (98,92%), existând în minoritate și vorbitori de alte limbi.